# Institut français du Japon - Kansai
L’Institut français du Japon - Kansai (アンスティチュ・フランセ関西) est un établissement à autonomie financière à l'étranger  (ayant également le statut de fondation d'utilité publique de droit japonais), placé sous tutelle du ministère des Affaires étrangères et européennes.
Fondé en 1927, il est établi depuis 1937 dans le quartier de Yoshida, à proximité de l’université de Kyoto.

## Missions
L'Institut français du Japon - Kansai exerce ses missions dans deux domaines d'activité principaux :
- l'enseignement de la langue française ;
- la diffusion de la culture française.

## Histoire

### Première fondation en 1927
Au milieu des années 1920, le géographe Francis Ruellan, qui était l'un des premiers pensionnaires de la Maison franco-japonaise et se rendait fréquemment à Kyoto pour ses recherches, imagina de créer une université d'été sur le mont Hiei, près de Kyoto. Son projet reçut l'assentiment de professeurs de l'Université impériale de Kyoto, de l'Université du Kansai ainsi que de Paul Claudel, qui était alors ambassadeur de France au Japon. Une première école de français avait été créée à Kyoto en 1870 par Léon Dury mais avait disparu depuis et de nombreux Japonais du Kansai appelaient de leurs vœux la création dans leur région d'un établissement où seraient enseignées la langue et la culture françaises.
Le 26 septembre 1929, Inabata Katsutarō, membre de la chambre des pairs et président de la Chambre de commerce et d'industrie d'Osaka, organisa une réunion préparatoire afin de lever des fonds auprès des industriels de la région. La levée de fonds dépassa les attentes et permit de donner plus d'ampleur au projet : au lieu d'une université d'été, il s'agissait désormais de la création d'un établissement permanent. Peu après fut créée la Société de rapprochement intellectuel franco-japonais, destinée à porter le projet du nouvel institut.
C'est finalement la colline Kujoyama qui fut choisie pour accueillir le nouvel Institut franco-japonais du Kansai. Le bâtiment, en bois et constitué de deux étages, fut construit par la compagnie Obayashi pour un coût total de 40 000 yens d'alors. Il comportait des salles de cours, des appartements et une « bibliothèque Paul Claudel ». L'ouverture au public eut lieu le 22 octobre 1927 à l'occasion du jidai matsuri.

### L'installation dans le bâtiment actuel
Très rapidement, l'isolement géographique de l'Institut apparut comme un frein à son développement, aussi son troisième directeur, Louis Marchand, entreprit-il de le déplacer à son emplacement actuel dans le quartier de Yoshida. Le nouveau bâtiment fut conçu par l’architecte japonais Shichiro Kigo (ja) à partir de plans établis par Raymond Mestrallet, architecte de l'agence d'Auguste Perret. Construit par l'entreprise Shimizu, il fut inauguré le 27 mai 1936. Le peintre Tsuguharu Fujita, ami de l'architecte Kigo, réalisa pour cette occasion un vaste tableau, Quatre saisons de Normandie, qui orne aujourd'hui le rez-de-chaussée de l'Institut.

### Pendant la guerre
Pendant la Seconde Guerre mondiale, le quatrième directeur de l'Institut, Marcel Robert, décida de ne pas interrompre l'activité de l'Institut et les cours se poursuivirent, jusqu'à ce que le bâtiment, en 1945, soit réquisitionné pour servir d'ateliers à la compagnie Shimazu. Deux des enseignants de l'Institut, Masakiyo Miyamoto et Jean-Pierre Hauchecorne, furent arrêtés par la police politique japonaise et emprisonnés.

### Depuis 1945
Bien que Kyoto n'ait pas été bombardée, le bâtiment ne sortit pas tout à fait indemne de la guerre, et quatre mois de travaux de remise en état furent nécessaires pour que les cours puissent reprendre. Le bâtiment connut en 2003 une importante rénovation. Depuis décembre 2009, il accueille également le Consulat général de France à Kyoto. Les fonctions de consul général à Kyoto et de directeur de l'institut ont été fusionnées en 2010, et sont depuis lors occupées par la même personne.

### Changement de statut et de nom
Le 1er septembre 2012, l’Institut franco-japonais du Kansai et l'Alliance française d'Osaka ont fusionné pour devenir l’Institut français du Japon – Kansai. Ce changement de nom, 85 ans après la création de l’établissement, vient marquer, avec un nouveau logo et une nouvelle identité visuelle, la mise en œuvre au Japon d’une réforme mondiale visant à doter le réseau culturel français à l’étranger d’une organisation plus cohérente, plus lisible, plus visible, et plus efficace. Au Japon, les établissements de Kyoto, Tokyo, Fukuoka, et Yokohama ont ainsi fusionné avec le service culturel de l’ambassade de France pour former une unique entité, l’Institut français du Japon, créant ainsi la plus importante institution culturelle française en Asie, tant par son volume d’activité que par son budget.

### Liste des directeurs de l'Institut franco-japonais du Kansai
| 1926–1931 |  | Francis Ruellan                       |
| 1931–1932 |  | Georges Bonneau                       |
| 1932–1939 |  | Louis Marchand                        |
| 1939–1953 |  | Marcel Robert                         |
| 1950-1951 |  | Vadime Elisseeff (par intérim)        |
| 1953      |  | Jean-Pierre Hauchecorne (par intérim) |
| 1953-1959 |  | Charles Grosbois                      |
| 1959-1965 |  | Maurice Encontre                      |
| 1965-1969 |  | Jean-Michel Leclercq                  |
| 1969-1974 |  | Gérard Chaume                         |
| 1974-1977 |  | Jean Cellié                           |
| 1977-1982 |  | Jean Mouillet                         |
| 1982      |  | Jacques Perno (par intérim)           |
| 1982-1986 |  | Michel Vié                            |
| 1986-1994 |  | Michel Wasserman                      |
| 1994-1998 |  | Claude Hudelot                        |
| 1998-2000 |  | Jérôme Delormas                       |
| 2000-2002 |  | Jean-Claude Duthion                   |
| 2002-2006 |  | Pierre Fournier                       |
| 2006–2010 |  | Jean-Paul Ollivier                    |
| 2010–2013 |  | Philippe Janvier-Kamiyama             |
| 2013–2016 |  | Charles-Henri Brosseau                |
| 2016-2019 |  | Jean-Matthieu Bonnel                  |
| 2019-2023 |  | Jules Irrmann                         |